# كارلو ليوبيك
كارلو ليوبيك (بالألمانية: Carlo Ljubek)‏ (و. 1976  م) هو ممثل مسرحي، وممثل أفلام، وممثل تلفزي ألماني، ولد في بوخولت.

## وصلات خارجية
- كارلو ليوبيك على موقع IMDb (الإنجليزية)
- كارلو ليوبيك على موقع ألو سيني (الفرنسية)
- كارلو ليوبيك على موقع أول موفي (الإنجليزية)
- كارلو ليوبيك على موقع قاعدة بيانات الفيلم (الإنجليزية)
- كارلو ليوبيك على موقع كينوبويسك (الروسية)